# 石鼐
石鼐，明朝生员，山西浑源人。
他父亲去世后，他为父亲服丧在墓旁结庐居住。相传墓刚修成，天降大雨，山中水位骤涨。石鼐仰天号哭，大水快到墓地时，忽然分作两道流去，坟墓得以保全。明孝宗弘治五年（1492年）朝廷表彰石鼐之孝，赐匾旌表。